# 2MASS J03284265+2302051
2MASS J03284265+2302051 ist ein Brauner Zwerg in einer Entfernung von etwa 100 Lichtjahren im Sternbild Stier. Er wurde 2000 von J. Davy Kirkpatrick et al. entdeckt. Er gehört der Spektralklasse L9.5 an. Seine Eigenbewegung beträgt 0,061 Bogensekunden pro Jahr.